# Suthida da Tailândia
Suthida (em tailandês: สุทิดา; nascida Suthida Tidjai; Hat Yai, Songkhla, 3 de junho de 1978), é a rainha consorte da Tailândia e quarta esposa do rei Maha Vajiralongkorn.

## Infância e educação
Suthida nasceu em 3 de junho de 1978. Ela se matriculou na Escola Albert Laurence de Artes de Comunicação da Universidade de Assunção em 2000. Suthida era uma comissária de bordo da Thai Airways International.

## Guarda do Príncipe Herdeiro
Foi nomeada comandante da guarda do príncipe herdeiro Vajiralongkorn em agosto de 2014. Suthida foi ligada romanticamente ao príncipe herdeiro após seu divórcio de Srirasmi Suwadee. Em outubro de 2016, a imprensa internacional classificou-a como a "consorte" do rei designado, apesar do palácio nunca ter declarado oficialmente seu relacionamento. Seu nome é consistente com convenções de nomeação para esposas de príncipes tailandeses.
Em 13 de outubro de 2017, ela foi nomeada Dama da Grande Cruz (Primeira Classe) de A Mais Ilustre Ordem de Chula Chom Klao, que confere o título Than Phu Ying. Ela é a primeira oficial feminina a receber essa honra desde 2004 e a primeira no reinado do rei Rama X.

## Serviço do Exército Real da Tailândia
Em 1 de dezembro de 2016, foi nomeada Comandante da Unidade de Operações Especiais da Guarda do Rei e promovida ao posto de general. Ela alcançou seu posto atual depois de apenas seis anos de serviço. Em 1 de junho de 2017, ela foi nomeada como comandante interino do Departamento de Aide-de-Acampamento do Royal Thai após a reorganização do Comando de Segurança Real.

## Rainha consorte
Em 1 de maio de 2019 Suthida foi feita a rainha consorte do rei Vajiralongkorn cuja coroação foi realizada em Bangkok de 4 a 6 de maio de 2019. O registro do casamento ocorreu no Salão Residencial Amphorn Sathan, em Bangkok, com a presença da Princesa Sirindhorn e do Presidente do Conselho Privado, Prem Tinsulanonda.

## Título, estilos, honras e prêmios
- 13 de outubro de 2017 – 1 de maio de 2019: Gen. Suthida Vajiralongkorn na Ayudhya
- 1 de maio de 2019 – 4 de maio de 2019: Sua Majestade a Rainha Suthida
- 4 de maio de 2019 – presente: Sua Majestade a Rainha

### Honras
- Dama da Ordem Mais Ilustre da Casa Real de Chakri

- Dama da Grande Cruz (Primeira Classe) da Ordem Mais Ilustre de Chula Chom Klao

- Dama do Grande Cordão (Classe Especial) da Ordem Mais Exaltada do Elefante Branco

- Dama do Grande Cordão (Classe Especial) da Ordem Mais Nobre da Coroa da Tailândia

- Medalha Real do rei Rama IX

- Medalha Comemorativa por Ocasião do 60º Aniversário de S.A.R. o Príncipe Maha Vajiralongkorn

- Medalha Comemorativa por Ocasião da Coroação de S.M. o Rei Rama X

### Fileiras militares
- 14 de maio de 2010: Segundo-tenente

- 14 de novembro de 2010: Primeiro-tenente

- 1 de abril de 2011: Capitão

- 1 de outubro de 2011: Major

- 1 de abril de 2012: Tenente-Coronel

- 1 de outubro de 2012: Coronel

- 10 de novembro de 2013: Major-general

- 26 de agosto de 2016: Tenente-general

- 10 de dezembro de 2016: GeneralReferências

1. ↑  http://www.siamrama.com/2016/10/blog-post_45.html
2. 1 2  http://www.ratchakitcha.soc.go.th/DATA/PDF/2562/B/011/T_0001.PDF
3. ↑  http://www.ratchakitcha.soc.go.th/DATA/PDF/2557/B/015/1.PDF
4. ↑  «Thailand's Bar Girl Princess is 'Disappeared' - Asia Sentinel». web.archive.org. 2 de janeiro de 2015. Consultado em 2 de maio de 2019
5. ↑  Diplomat, Pavin Chachavalpongpun, The. «A Thai Princess' Fairy Tale Comes to an End». The Diplomat (em inglês). Consultado em 2 de maio de 2019
6. ↑  «German newspaper accidentally exposes Thai crown prince». Andrew MacGregor Marshall (em inglês). 11 de fevereiro de 2012. Consultado em 2 de maio de 2019
7. ↑  http://bigstory.ap.org/article/402a028e896f45d4aaeab22e508a1333/gripped-grief-thais-mourn-death-beloved-monarch
8. ↑  https://www.ibtimes.co.uk/huge-crowds-weeping-people-line-bangkok-streets-pay-respects-king-who-was-father-nation-1586419
9. ↑  http://www.ratchakitcha.soc.go.th/DATA/PDF/2560/B/051/1.PDF
10. ↑  http://www.ratchakitcha.soc.go.th/DATA/PDF/2559/B/044/1.PDF
11. ↑  http://www.ratchakitcha.soc.go.th/DATA/PDF/2559/E/287/1.PDF
12. ↑  https://www.bbc.com/thai/thailand-48121941
13. ↑  https://www.asiatimes.com/2019/05/article/a-new-queen-emerges-in-pre-coronation-thailand/
14. ↑  https://www.bangkokpost.com/news/general/1670328/new-queen-named